# 平成立川ボーイズのオールナイトニッポンR

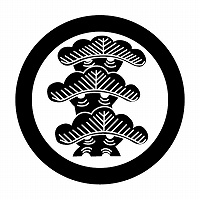
丸に左三蓋松は、立川流の定紋である。

平成立川ボーイズのオールナイトニッポンR（へいせいたてかわボーイズのオールナイトニッポンアール）は、ニッポン放送など全国ネットで放送された深夜放送のラジオ番組である。

## 概要
平成立川ボーイズは1990年代に立川談春、立川志らくらによって結成されていたユニット「立川ボーイズ」を模して、オールナイトニッポンR出演が決まった立川こしら、立川志ららが急遽結成したユニットであった。オールナイトニッポンの深夜版であるオールナイトニッポンR枠で、深夜3:00 - 5:00に放送された（地域によって4:00までの放送の地域と4:30までの放送の地域もある）。
若手芸人のロッチ、フルーツポンチ、はんにゃとのレギュラー争奪戦として、月1回、1月23日から3月20日まで3回にわたって放送された。3時30分から4時までは立川こしらがアール・エフ・ラジオ日本で「立川こしらのこしら・える時間」に出演するため、番組を一時退出していた。立川志ららが一人でパーソナリティを務めるこの時間帯に、こしらの退出をネタにした「立川こしらを探せ!」のコーナーがおこなわれていた。
レコチョクや携帯電話用配信サイトオールナイトニッポンモバイルで、2010年2月10日から第1回、2010年3月10日から第2回が配信された。

## パーソナリティ
- 立川こしら（たてかわ こしら、1975年11月14日 - ）
- 立川志らら（たてかわ　しらら、1973年6月26日 - ）

## 放送時間
- 毎週土曜日 27:00 - 29:00（日本標準時日曜日未明3:00 - 5:00）

## コーナー
こしらを探せ
コーラが大好きな立川こしらを探すコーナー、とにかく立川こしらっぽい人を見つけたら目撃メールを送ってもらうコーナー。
これって一軍二軍？
修学旅行のバスの席で一番後ろの席に座るのが一軍、常に先生の後ろに座っているちょっとしたブサイクが二軍、世の中に存在する一軍二軍を例えて送ってもらうコーナー。
トイレの落書
よく公園の公衆トイレにあるような面白い落書きを募集するコーナー（例：石川遼くんのトイレの落書:タイガー・ウッズだって大人だもの）。
そそる
ちょっとウブな二人（こしらは番組スタッフの女性の目すらみられない）がそそられる又はリスナーがそそられる瞬間を募集するコーナー。（例：制服を来ている電車の女性運転士、女性雑誌の豊胸手術の広告）
志ららの嫁は俺の嫁
志ららの奥さんにやって欲しいことを募集するコーナー（このコーナーのみ志ららが担当する）。（例：何に対しても奥さんに猪木のモノマネで話す志らら、全身タイツで帰宅する志らら、兄弟子のこしらを養子にしようとしようとする）採用されれば実際に志ららにやってもらうと言うムチャぶりのコーナー。
リスナークイズ！答えてこしら
リスナーに生電話をし、リスナーの出す問題に立川こしらが回答していくコーナー。